# Henriettea ramiflora
Henriettea ramiflora är en tvåhjärtbladig växtart som först beskrevs av Olof Swartz, och fick sitt nu gällande namn av Dc.. Henriettea ramiflora ingår i släktet Henriettea och familjen Melastomataceae. Inga underarter finns listade i Catalogue of Life.